# Mimosa levenensis
Mimosa levenensis är en ärtväxtart som beskrevs av Emmanuel Drake del Castillo. Mimosa levenensis ingår i släktet mimosor, och familjen ärtväxter. Inga underarter finns listade i Catalogue of Life.